# Programació quadràtica
La programació quadràtica (QP) és el procés de resolució de determinats problemes d'optimització matemàtica que impliquen funcions quadràtiques. Concretament, es busca optimitzar (minimitzar o maximitzar) una funció quadràtica multivariant subjecta a restriccions lineals sobre les variables. La programació quadràtica és un tipus de programació no lineal.
"Programació" en aquest context es refereix a un procediment formal per resoldre problemes matemàtics. Aquest ús data de la dècada de 1940 i no està específicament lligat a la noció més recent de "programació d'ordinadors". Per evitar confusions, alguns professionals prefereixen el terme "optimització", per exemple, "optimització quadrada".

## Formulació del problema
El problema de programació quadràtica amb n variables i m restriccions es pot formular de la següent manera. Donat:
- un vector n -dimensional de valor real c,
- una matriu simètrica real n×n-dimensional Q,
- una matriu real m×n -dimensional A, i
- un vector real m -dimensional b,

l'objectiu de la programació quadràtica és trobar un vector n -dimensional x, que ho farà
| minimitzar | {\displaystyle {\tfrac {1}{2}}\mathbf {x} ^{\mathrm {T} }Q\mathbf {x} +\mathbf {c} ^{\mathrm {T} }\mathbf {x} } |
| subjecte a | {\displaystyle A\mathbf {x} \preceq \mathbf {b} ,}                                                              |

on xT denota la transposició vectorial de x, i la notació Ax ⪯ b significa que cada entrada del vector Ax és menor o igual que l'entrada corresponent del vector b (desigualtat per components).

### Mínims quadrats restringits
Com a cas especial quan Q és simètrica positiva-definida, la funció de cost es redueix a mínims quadrats:
| minimitzar | {\displaystyle {\tfrac {1}{2}}\\|R\mathbf {x} -\mathbf {d} \\|^{2}} |
| subjecte a | {\displaystyle A\mathbf {x} \preceq \mathbf {b} ,}                  |

on Q = RTR es desprèn de la descomposició de Cholesky de Q i c = −RT d. Per contra, qualsevol programa de mínims quadrats restringit es pot emmarcar de manera equivalent com un problema de programació quadràtica, fins i tot per a una matriu R genèrica no quadrada.

### Generalitzacions
Quan es minimitza una funció f al voltant d'algun punt de referència x0, Q s'estableix a la seva matriu hessiana H(f(x0)) i c s'estableix al seu gradient ∇f(x0). Un problema de programació relacionat, la programació quadràtica restringida, es pot plantejar afegint restriccions quadràtiques a les variables.

## Mètodes de solució
Per a problemes generals s'utilitzen habitualment una varietat de mètodes, com ara
- punt interior,
- conjunt actiu,
- Lagrangià augmentat,
- gradient conjugat,
- projecció de gradient,
- extensions de l'algorisme simplex.

En el cas en què Q és definit positiu, el problema és un cas especial del camp més general de l'optimització convexa.